# جائزة أستراليا الكبرى 1988
جائزة أستراليا الكبرى 1988 هو سباق فورمولا 1 أقيم بتاريخ 13 نوفمبر 1988 في حلبة أديليد ستريت، جنوب أستراليا. كان السادس عشر من أصل 16 في بطولة العالم لسباقات الفورمولا واحد موسم 1988. حلّ الفرنسي ألن بروست أولا بينما جاء البرازيلي آيرتون سينا في المركز الثاني وحصل على المركز الثالث البرازيلي نيلسون بيكيه.